# بوسوم كث الذيل
البوسوم كث الذيل أو الكُوْزُو الثعلبي (بالإنجليزية: Common Brushtail Possum)‏ هو حيوان جرابي، ليلي، شجري التنقل من عائلة الفلنجريات يعيش في أستراليا و هو أكبر حيوانات الأبوسوم.